# Luçay-le-Mâle
Luçay-le-Mâle és un municipi francès, situat al departament de l'Indre i a la regió de Centre – Vall del Loira. L'any 2007 tenia 1.531 habitants.

## Demografia

### Població
El 2007 la població de fet de Luçay-le-Mâle era de 1.531 persones. Hi havia 717 famílies, de les quals 255 eren unipersonals (124 homes vivint sols i 131 dones vivint soles), 231 parelles sense fills, 189 parelles amb fills i 42 famílies monoparentals amb fills.
La població ha evolucionat segons el següent gràfic:
Habitants censats

### Habitatges
El 2007 hi havia 872 habitatges, 715 eren l'habitatge principal de la família, 88 eren segones residències i 70 estaven desocupats. 757 eren cases i 36 eren apartaments. Dels 715 habitatges principals, 456 estaven ocupats pels seus propietaris, 237 estaven llogats i ocupats pels llogaters i 21 estaven cedits a títol gratuït; 78 tenien una cambra, 43 en tenien dues, 136 en tenien tres, 212 en tenien quatre i 245 en tenien cinc o més. 535 habitatges disposaven pel capbaix d'una plaça de pàrquing. A 346 habitatges hi havia un automòbil i a 238 n'hi havia dos o més.

### Piràmide de població
La piràmide de població per edats i sexe el 2009 era:
| Homes | Edats   | Dones |
| ----- | ------- | ----- |
| 0     | 95 o +  | 8     |
| 4     | 90 a 94 | 8     |
| 8     | 85 a 89 | 44    |
| 16    | 80 a 84 | 36    |
| 48    | 75 a 79 | 72    |
| 52    | 70 a 74 | 52    |
| 72    | 65 a 69 | 44    |
| 52    | 60 a 64 | 56    |
| 40    | 55 a 59 | 64    |
| 60    | 50 a 54 | 44    |
| 72    | 45 a 49 | 68    |
| 68    | 40 a 44 | 44    |
| 56    | 35 a 39 | 44    |
| 56    | 30 a 34 | 36    |
| 44    | 25 a 29 | 60    |
| 72    | 20 a 24 | 32    |
| 28    | 15 a 19 | 40    |
| 44    | 10 a 14 | 28    |
| 44    | 5 a 9   | 52    |
| 28    | 0 a 4   | 36    |

## Economia
El 2007 la població en edat de treballar era de 893 persones, 606 eren actives i 287 eren inactives. De les 606 persones actives 522 estaven ocupades (316 homes i 206 dones) i 83 estaven aturades (36 homes i 47 dones). De les 287 persones inactives 124 estaven jubilades, 45 estaven estudiant i 118 estaven classificades com a «altres inactius».

### Ingressos
El 2009 a Luçay-le-Mâle hi havia 715 unitats fiscals que integraven 1.446 persones, la mediana anual d'ingressos fiscals per persona era de 15.782 €.

### Activitats econòmiques
Dels 72 establiments que hi havia el 2007, 2 eren d'empreses extractives, 3 d'empreses alimentàries, 11 d'empreses de fabricació d'altres productes industrials, 11 d'empreses de construcció, 13 d'empreses de comerç i reparació d'automòbils, 4 d'empreses de transport, 6 d'empreses d'hostatgeria i restauració, 3 d'empreses financeres, 6 d'empreses immobiliàries, 1 d'una empresa de serveis, 7 d'entitats de l'administració pública i 5 d'empreses classificades com a «altres activitats de serveis».
Dels 26 establiments de servei als particulars que hi havia el 2009, 1 era una oficina de correu, 1 una oficina bancària, 3 tallers de reparació d'automòbils i de material agrícola, 1 autoescola, 2 paletes, 3 guixaires pintors, 4 fusteries, 1 lampisteria, 1 electricista, 1 empresa de construcció, 4 perruqueries, 3 restaurants i 1 saló de bellesa.
Dels 7 establiments comercials que hi havia el 2009, 1 era una gran superfície de material de bricolatge, 2 fleques, 1 una fleca, 1 una peixateria, 1 una botiga de roba i 1 una joieria.
L'any 2000 a Luçay-le-Mâle hi havia 64 explotacions agrícoles que ocupaven un total de 4.784 hectàrees.

## Equipaments sanitaris i escolars
El 2009 hi havia 1 farmàcia i 1 ambulància.
El 2009 hi havia una escola elemental.

## Poblacions més properes
El següent diagrama mostra les poblacions més properes.